# أماندا دودامل
أماندا دودامل نيومان (من مواليد 19 أكتوبر 1999) هي مصممة أزياء وعارضة أزياء ومُحسِنة وحاملة لقب ملكة جمال فنزويلا، وقد توجت ملكة جمال فنزويلا 2021. مثلت منطقة أندينا في المسابقة، وستمثل فنزويلا في مسابقة ملكة جمال الكون 2022.

## النشأة
ولدت أماندا دودامل في ماردة، فنزويلا. هي ابنة لاعب كرة القدم الفنزويلي السابق رافائيل دودامل، الذي ولد في سان فيليبي، فنزويلا، وناهر نيومان توريس، وكيلة عقارات فنزويلية.